# 자견왕
자견왕(自堅王, ? ~ ?)은 탐라의 마지막 국왕이다.